# Lil Picard
Lil Picard (geboren als Lilli Elisabeth Benedick, 4. Oktober 1899 in Landau in der Pfalz; gestorben 14. Mai 1994 in New York) war eine deutsch-amerikanische Schauspielerin und Journalistin, verheiratet bis 1926 mit Fritz Picard, ab 1935 mit dem Bankier Hans Felix Jüdell. Das Paar emigrierte 1936 wegen des in Deutschland zunehmenden Antisemitismus nach New York. Dort war Lil Picard als Malerin, Bildhauerin, Kunstkritikerin, Fotografin, Performance- und Happeningkünstlerin erfolgreich.

## Leben und Werk
Elisabeth Benedick war das einzige Kind von Rosalie und Jakob Benedick. Benedick war ein jüdischer Winzer und Weinhändler in der Pfalz (Region). Elisabeth Benedick erlebte ihre Kindheit und Jugend in Straßburg (damals im deutschen Elsaß-Lothringen) und besuchte dort die Schule.
Kurz nach dem Ende des Ersten Weltkriegs traf sie 1918 Fritz Picard, mit dem sie gegen den Willen der Eltern in Berlin lebte und den sie 1921 heiratete. Im Berlin der frühen 1920er Jahre studierte sie Kunst und Literatur, nahm Ballett- und Gesangsunterricht, spielte in Cabaret-Revuen und hatte einen kurzen Auftritt im Film Variété mit Lya de Putti und Emil Jannings. Befreundet mit Künstlern des Berlin Dada, wie Richard Huelsenbeck, George Grosz, Emmy Hennings und Hugo Ball, gehörten zu ihrem Umfeld auch Else Lasker-Schüler und Kurt Schwitters.
1926 von Franz Picard geschieden behielt sie den Namen Lil Picard und zog für einige Jahre nach Wien. 1928 in Wien schrieb sie für das Feuilleton des Berliner Börsenkuriers. 1933 in der Frühzeit des Nationalsozialismus zurück in Berlin, arbeitete sie mit Erfolg für die Zeitschrift für Deutsche Konfektion und schrieb Beiträge zu den Mode- und Frauenseiten des Berliner Tageblatts.
1935 heiratete sie den Bankier Hans Felix Jüdell. Wegen der im NS-Staat zunehmenden Judenverfolgung und dem Entzug ihres Presseausweises emigrierte das Paar ab November 1936 nach New York. Jüdell konnte im New Yorker Bankwesen arbeiten und änderte seinen Namen in Henry Odell oder O'Dell. Lil Picard wurde ab 1937 in der New Yorker Kunstszene bekannt. Sie hatte als Schmuck- und Hutdesignerin Erfolg (Erwähnung in Vogue Ausgabe 1. Mai 1940) und betrieb nacheinander mehrere außergewöhnliche Modeboutiquen.
Um 1939 begann ihre künstlerische Entwicklung als Malerin. 1947 traf sie Patricia Highsmith, die lebenslang eine Freundin blieb und sie mit den Abstrakten Expressionisten bekannt machte. Künstlerisch bildete sie sich an der Hans Hofman School of Art weiter. Picard setzte eine Vielzahl künstlerischer Techniken ein, die sie in der Berliner und Pariser Avantgarde kennengelernt hatte. Als stärksten Einfluss benannte sie Kurt Schwitters. Wie die Dadaisten setzte sie Wortspiele ein.
1952 traf sie Alfred Jensen, mit dem sie bei Hans Hofman studierte. Durch ihn lernte sie Seymour Boardman, Sam Francis, John Grillo, Franz Kline, Buddy Parker und Mark Rothko kennen. Trotz ihrer zehnjährigen Affäre mit Jensen blieb Hans Felix Jüdell ihr lebenslang verbunden.
Ab 1955 wurde sie als Bildende Künstlerin mit wichtigen Einzelausstellungen wahrgenommen. Gegen Ende der 1950er Jahre nahm sie in ihren Arbeiten Entwicklungen voraus, die Jahre später in der Pop Art ausformuliert wurden. Ihre Verwendung von Buchstabenkombinationen lässt an das spätere Werk von Robert Indiana denken. Wie in einer Vorahnung der Coladosen von Jasper Johns und der Brillo Boxen von Andy Warhol bezieht sie kommerzielle Kosmetikartikel als Motiv ein.
Die ab 1959 aktive, radikale Avant-Garde- und Anti-Kunst-Bewegung, NO!art zählte Lil Picard zu ihren Mitgliedern.
Um 1960 arbeitete Lil Picard an Reliefs und Tableaus, die autobiografische und feministische Bezüge zeigten. Ihr erstes Happening, The Bed, veranstaltete sie 1964 im Alter von 65, im Cafe Au Go Go. Die Arbeit bestand aus einer Art Striptease auf einem elektrisch verstellbaren Bett, bei dem Meredith Monk als Tänzerin assistierte. Das Bett in Verbindung mit feministischen Bedeutungen blieb Thema für weitere Auftritte: Bed Sheet Event 1969; Working from Bed 1971 und 1972; White Sheets and Quiet Dots 1974 und 1976 (mit Hannah Wilke); Bed Tease 1978 und 1980; Bed Paint 1981.
Als frühe Künstlerin der Soziopolitischen Happenings und Performances war sie an den innovativen Performanceprogrammen von Jon Hendricks im Judson Church Kunstraum und Charlotte Moormans jährlichen Avantgarde Festival beteiligt. Ihre Performances richteten sich gegen den Vietnamkrieg und die Manipulation der Frauen durch Medien und Werbung.
1965 traf Lil Picard Andy Warhol und unterhielt enge Beziehungen zu anderen Künstlern der Warhol Factory. Ihre Performance Construction-Destruction-Construction in der Factory wurde von Warhol gefilmt und in seinem Underground Experimentalfilm ★★★★ (Four Stars) 1968 veröffentlicht. Bei der Performance wirkten mit: Al Hansen, Taylor Meade, Viva, Kate Millet, Nam June Paik. Picard spielte in einem autobiografischen Film Warhols seine Mutter und schrieb für Warhol verbundene Publikationen wie Interview. 1976 wirkte sie in Rosa von Praunheims New-York-Film Underground and Emigrants  mit.
In ihren Happenings und Performances wendete Picard oft Methoden destruktiver Kunst an, wie sie durch Gustav Metzger und Ralph Ortiz bekannt wurden. Mit Ortiz arbeitete sie häufig zusammen. Sie versuchte auf diese Weise, humanistische Werte bewusst zu machen und zur Besserung der politischen, soziologischen und ökologischen Situation der Gesellschaft beizutragen. Bis in die frühen 1980er Jahre baute sie interaktive Environments und veranstaltete, meist in Verbindung mit dem New York Avantgarde Festival, Happenings und Performances.
Lil Picard stand freundschaftlich und künstlerisch in Verbindung mit Boris Lurie, Chuck Close, Helen Frankenthaler, Franz Kline, Robert Motherwell, Carolee Schneemann, Joseph Beuys, Roy Lichtenstein, Jasper Johns, James Rosenquist, Larry Rivers und Patricia Highsmith.
Ihr künstlerisches Gesamtwerk umfasst Gedichte, Malerei, Collagen, Assemblagen, Filme, Happenings und Performances. Ab 1976 wirkte sie in mehreren Filmen mit, unter anderem in Rosa von Praunheims Underground and Emigrants.
Sie schrieb zudem für Magazine wie The Village Voice, East Village Other, Feminist Art Journal, High Performance, Arts Magazine, war Kunstkorrespondentin für Kunstforum International und Die Welt und übersetzte Tom Wolfes Electric Kool-Aid Acid Test (1968) ins Deutsche.

## Einzelausstellungen und Performances
- 1960: White Sculptures. David Anderson Gallery, New York.
- 1964: Bed. Happening, Cafe Au Go Go, New York
- 1966: Ballad of Sweet Peas (Peace) and Lollypops. Performance auf der Staten Island Fähre. 5th Annual Avant Garde Festival, organisiert von Charlotte Moorman
- 1968: Protest-Action. Mit Wolf Vostell, Italian Pavilion, 34. Biennale di Venezia.[7]
- 1968: Construction-Destruction-Construction (C-D-C). Performance, The Factory, New York
- 1976: Political Dematerialization. Ronald Feldman Fine Arts, New York
- 1976: Titel zu ermitteln. Holly Solomon Gallery, New York
- 1976: Titel zu ermitteln. Goethe House New York
- 1978: Retrospektive. Neuer Berliner Kunstverein Berlin

postum
- 2011: Lil Picard and Counterculture New York. 24. Februar bis 27. Mai 2011, University of Iowa Museum of Art, Iowa City

## Gruppenausstellungen
- 1949–1960: Ausstellungen in New York. Unter anderem in der March Gallery, Brata Gallery und Fleischman Gallery
- 1960: New Media New Forms. Martha Jackson Gallery, New York.
- 1971: Happening und Fluxus. Ausstellung im Kunstverein Köln
- 1972: American Women Artists. Kunsthaus Hamburg[8]

postum
- 1995: NO! Neue Gesellschaft für Bildende Kunst Berlin
- 2001: NO!art and the Aesthetics of Doom. Block Museum, Evanston IL
- 2002: NO!art and the Aesthetics of Doom. University of Iowa Museum of Art, Iowa City

## Sonstige
- 1974: Loft Birthday Party. Galerie Rene Block, Berlin

## Künstlerische Publikationen
- 1970: Lil Picard: JA- & NEIN-Gedanken. In: Boris Lurie, Seymour Krim (Hg.). Köln 1988.

## Medienproduktion
- Hubert Fichte: Lil Picard: Originalaufnahmen New York 1975/76. 1CD, Suppose Verlag, Köln 2007, ISBN 3-932513-42-8. Hubert Fichte interviewt Lil Picard.